# آوگوستو سانتوس سیلوا
آوگوستو سانتوس سیلوا (انگلیسی: Augusto Santos Silva؛ زادهٔ ۲۰ اوت ۱۹۵۶) یک جامعه‌شناس، استاد دانشگاه و سیاستمدار اهل پرتغال است که از مارس ۲۰۲۲ به عنوان رئیس مجلس جمهوری پرتغال فعالیت می‌کند. او از سال ۲۰۱۵ تا ۲۰۲۲، وزیر امور خارجه پرتغال بود.